# Figma
Figma är en serie plastfigurer tillverkade av Max Factory och utgivna av Good Smile Company. Figma figurer tillverkas i Japan och är starkt knutet till anime och manga. Typiskt för en Figma figur är de flexibla lederna i armar och ben, som är möjligt med hjälp av en kulled, känd som en Figma-led. Andra egenskaper som en Figma kommer med är utbytbara huvuden/ansikten, alla med unika uttryck. Figma figurer är mycket uppskattade samlarobjekt och nära knuten till otakukulturen.